# Les Lacs du Connemara (chanson)
Cet article concerne la chanson. Pour l’album, voir Les Lacs du Connemara (album).
Singles de Michel Sardou
Être une femme
(1981) Musica
(1981)
Pistes de Les Lacs du Connemara
L'Autre Femme
Les Lacs du Connemara est une chanson de Michel Sardou créée en 1981 sur l’album qui sera plus tard désigné sous ce même titre. Le texte est signé Pierre Delanoë et Michel Sardou. Elle est composée et produite par Jacques Revaux.

## Genèse et sortie de la chanson
Ayant souffert de la chaleur à la suite d'un long voyage, le synthétiseur Sequential Prophet 10 du compositeur Jacques Revaux donnait un son proche d'une cornemuse, ce qui donna l'idée à Michel Sardou d'écrire une chanson écossaise. Comme ni lui, ni le parolier Pierre Delanoë ne connaissaient l'Écosse, Delanoë partit chercher de la documentation, ne trouva rien sur l'Écosse, mais revint avec un prospectus touristique sur l'Irlande et les lacs de Connemara, que Michel Sardou n'avait jamais visités. 
La chanson a été écrite et composée dans la propriété de Michel Sardou à Saint-Georges-Motel, dans l'Eure. Le texte s'inspire finalement du film L'Homme tranquille de John Ford, en évoquant un mariage irlandais et laissant le conflit entre protestants et catholiques en toile de fond. Il évoque aussi divers éléments de la culture irlandaise, comme : 
- des paysages sauvages constitués de landes, parfois inhospitaliers ;
- un climat tempéré très nuageux et venteux, dû à la proximité avec l'Atlantique ;
- les lacs (lough), nombreux en Irlande et renommés dans le Connemara ;
- des noms de villes : Limerick (où se trouve une église en granit), Tipperary, Ballyconneely, Galway ;
- des patronymes (comme Connor, O'Connolly, Flaherty du Ring of Kerry) et des prénoms (comme Maureen, Sean) ;
- les Gaëls, groupe ethnolinguistique d'Irlande et d'Écosse ;
- Oliver Cromwell, militaire et homme politique anglais qui conquit l'île entre 1649 et 1653, occasionnant des massacres et faisant de cet épisode l'un des plus sombres de l'histoire de l'Irlande ;
- les poneys du Connemara ;
- les conflits religieux entre catholiques et protestants ;
- la partition de l'île en deux entités distinctes : la république d'Irlande et l'Irlande du Nord ;
- les guerres d'indépendance menées contre l'Angleterre, ponctuant l'histoire de l'île depuis des siècles.

Jugeant la chanson trop longue (plus de 6 minutes), Michel Sardou ne voulait pas la sortir. C'est Jacques Revaux qui le convainquit de la garder et la publia le 7 septembre 1981[réf. nécessaire]. Elle est la 147e chanson de Michel Sardou.

## Crédits
- Michel Sardou - chant
- Roger Loubet - arrangement orchestre
- Éric Bouad - arrangements rythmiques
- London Symphony Orchestra - orchestre
- Chœurs du London Symphony Orchestra - choristes
- Harry Rabinowitz - chef d'orchestre

## Versions en public
Le titre Les Lacs du Connemara a été chanté par Michel Sardou, notamment lors de la toute dernière émission du Palmarès des chansons présentée par Guy Lux, le 16 décembre 1981 sur Antenne 2. Par ailleurs, elle est la toute première chanson interprétée sur le plateau de Champs-Élysées animé par Michel Drucker sur la même chaîne. Michel Sardou était l'invité d'honneur de ce premier numéro de l'émission diffusé le 16 janvier 1982.
La chanson fait systématiquement partie des tours de chant de l'artiste depuis 1983. Elle figure donc sur tous les albums enregistrés en public, depuis cette date. Elle ouvre le tour de chant en 2001 et en 2023 et le clôture en 1983, 1985, 2012-2013 et lors de son ultime tournée La Dernière danse en 2017-2018.

## Accueil du public
Le 45 tours regroupant Les Lacs du Connemara et Je viens du sud a été vendu à plus d'un million d'exemplaires en France. Le single entre dans le top 20 hebdomadaire à la 12e place à partir du 14 novembre 1981. Deux semaines plus tard, il atteint la 2e place. Le 5 décembre 1981, il prend la 1re place du classement avant d'être délogé le 19 décembre 1981 par La Danse des canards de J. J. Lionel. À partir de cette date, il reste au podium avant de reprendre la tête du classement le 23 janvier 1982 pour une seule semaine. Il quitte le top 3 début février 1982 et quitte le top 20 hebdomadaire après dix-huit semaines de présence. 
Le 15 novembre 2011, à l'occasion du 30e anniversaire de la chanson, Paul Kavanagh, ambassadeur d'Irlande à Paris, remet symboliquement les clés du Connemara à Michel Sardou.
La chanson a connu à partir des années 2000 un regain de popularité au sein de la communauté estudiantine. Les Lacs du Connemara, plébiscitée pour sa structure musicale évolutive, est souvent jouée en fin des soirées étudiantes,.
En Flandre, la chanson est souvent jouée lors des mariages au moment du gâteau, les invités ayant alors la tradition de faire tourner leur serviette de table au-dessus de leur tête,.

## Influence culturelle
La chanson a également des conséquences touristiques, puisqu'elle aurait causé 350 000 visites supplémentaires dans le Connemara. L'abbaye de Kylemore, première attraction touristique de la région, compte ainsi 20 % de visiteurs français, et des visites guidées sont proposées dans cette langue. Sur les 350 000 Français qui visitent annuellement l'Irlande, plus de la moitié se rendent dans le Connemara.
En dépit des nombreuses invitations, Michel Sardou n'est jamais allé en Irlande,.
Plusieurs artistes reprennent ou adaptent la chanson : Catherine Ribeiro (Chansons de légende, 1997), Garou, Patrick Fiori et Patricia Kaas (Les enfoirés - Dernière édition avant l'An 2000, 1999), Les Prêtres (2011), Kids United (2017).
C'est cette chanson qui a inspiré à Nicolas Mathieu le titre de son roman Connemara qui paraît en 2022,.

## Classements et certifications
| Classement (1981-1982)                 | Meilleure position |
| -------------------------------------- | ------------------ |
| Belgique (Flandre Ultratop 50 Singles) | 6                  |
| Europe (Europarade)                    | 24                 |
| France (IFOP)                          | 1                  |
| Pays-Bas (Nederlandse Top 40)          | 9                  |
| Pays-Bas (Nationale Hitparade)         | 9                  |

| Classement (2017) | Meilleure position |
| ----------------- | ------------------ |
| France (SNEP)     | 66                 |

| Classement (1981) | Position |
| ----------------- | -------- |
| France (IFOP)     | 7        |

| Classement (1982)           | Position |
| --------------------------- | -------- |
| Belgique (Flandre Ultratop) | 99       |

| Classement (1980-89) | Position |
| -------------------- | -------- |
| France (IFOP)        | 35       |

### Certifications
| Pays          | Certification | Date | Ventes      |
| ------------- | ------------- | ---- | ----------- |
| France (SNEP) | Platine       | 1981 | + 1 000 000 |

## Reprises
La chanson a été reprise notamment par :
- le groupe néerlandais Band Zonder Naam, sous le titre Le Lac du Connemara, en 1996 ;
- Herbert Léonard, pour l'album Ils chantent Sardou en 1998 ;
- Patricia Kaas, Patrick Fiori et Garou, pour le spectacle Dernière Édition avant l'an 2000 des Enfoirés, en 1999 ;
- Parla & Pardoux, sous le titre Liberté, en 2002 ; Reprise par Catherine Ribeiro, Théâtre Toursky Marseille, 2002 ;
- Morgan Auger, Sandy, Radia Bensarsa, Hoda, Grégory Lemarchal et John Eyzen, de la quatrième saison de Star Academy, en 2004 ;
- Rob de Nijs, en néerlandais, sous le titre Wieringerwaard, en 2008 ;
- Willy Sommers, en néerlandais, sous le titre Vogelvrij, en 2010 ;
- Les Prêtres, sur l'album Gloria, en 2011 ;
- Les Guignols de l'info, la détournent en novembre 2014 en L’Esprit Canal, pour célébrer les 30 ans de Canal+ ;
- Kids United, sur l'album Sardou et nous, en 2017 ;
- Vinicius Timmerman, dans la comédie musicale Je vais t'aimer, en 2021 ;
- John Tana, en maastrichtois francisé, sous le titre Daan Kom Iech Mer Aon, en 2023.